# تارا (خودرو)
تارا یک خودروی سواری کامپکت است که توسط شرکت ایران خودرو از سال ۲۰۲۱ تولید می‌شود. این خودرو فیس‌لیفت خودروی پژو ۳۰۱ است که نخست قرار بود با همکاری شرکت پژو فرانسه در ایران تولید شود. بنابراین پلتفرم این خودرو (IKP1) بومی‌شدهٔ پلتفرم PF1 پژوسیتروئن می‌باشد که به‌جز پژو ۳۰۱ در محصولاتی نظیر سیتروئن سی-الیزه، نسل اول پژو ۲۰۸ و نسل اول پژو ۲۰۰۸ نیز به‌کار رفته‌است.

## تاریخچه
ایران خودرو و پی‌اس‌ای پس از برجام تحت شرکت ایکاپ قصد تولید مشترک پژو ۳۰۱، پژو ۲۰۸، پژو ۵۰۸ و پژو ۲۰۰۸ را داشتند. پس از بازگشت تحریم‌ها توسط آمریکا، پژو از ایران خارج شد و شرکت ایکاپ به تعلیق درآمد؛ ولی ایران خودرو تصمیم گرفت تا پروژه پژو ۳۰۱ را به تنهایی ادامه دهد و در ابتدا عنوان می‌شد که علیرغم مخالفت شرکت پژو با تولید، محصول نهایی با آرم پژو عرضه خواهد شد. با تغییرات مدیریتی ایران خودرو، ستاد سیاست‌گذاری ایران خودرو در دی ۱۳۹۸ پروژه K132 را تصویب نمود و برای نخستین بار در ۳۰ بهمن ۱۳۹۸ در حاشیه جلسه هیئت دولت توسط حسن روحانی رونمایی شد. کی۱۳۲ به‌طور رسمی توسط شرکت ایران خودرو در ساپکو رونمایی شد. این خودرو برای نخستین‌بار در ۱۸ تیرماه ۱۳۹۹ پیش‌فروش شد، در حالی که هنوز نامی برای آن تعیین نشده بود.

## طراحی

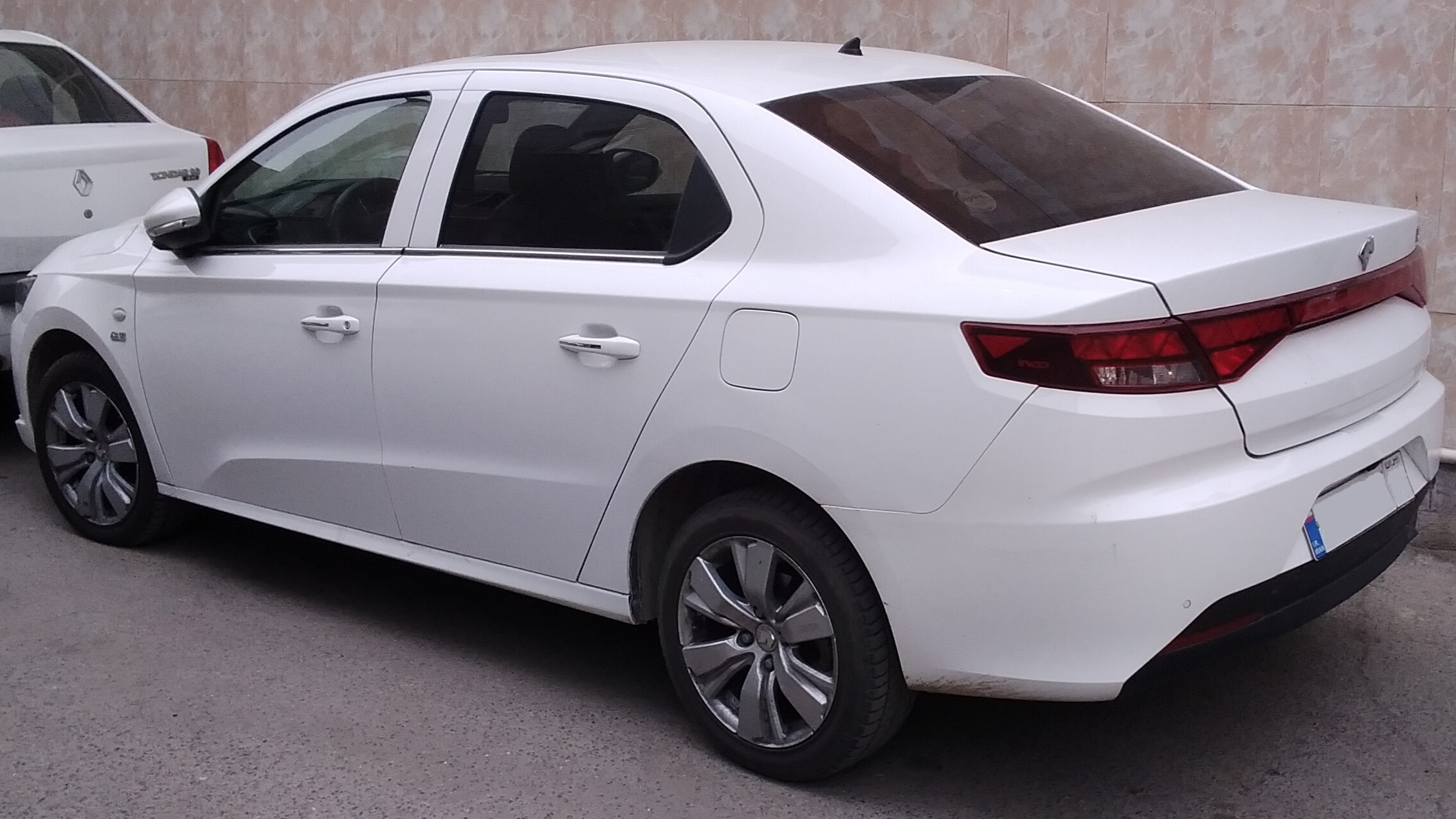
نمای پشت

بخش‌هایی از قالب جانبی، کابین و فریم سقف این خودرو با پژو ۳۰۱ و سیتروئن سی۳-ایکس‌آر مشترک است و بیشترین تغییرات در بخش طراحی جلو و عقب خودرو انجام شده است.
به ادعای ایران خودرو، قطعات این خودرو ۹۲ درصد داخلی‌سازی شده است. اما نشان تجاری و نام شرکت پژو بر روی برخی قطعات و مجموعه‌های ساخت‌داخل این خودرو، همچنان به‌چشم می‌خورد.

## مدل‌ها

### تارا V1
نسخه اولیه تارا که در بهمن ۱۳۹۸ رونمایی شد و نهایتاً در مرداد ۱۴۰۰ اولین سری آن به دست مشتریاش رسید. این مدل با گیربکس ۵ سرعته دستی و موتور TU5P تولید می‌شود. شرکت ایران خودرو برای رعایت استانداردهای ایمنی جدید، از سال ۱۴۰۲ دو آپشن «سنسور نور» و «سنسور باران» را به لیست تجهیزات استاندارد تارا دنده‌ای V1 اضافه کرد.

### تارا V1 پلاس
پس از گذشت ۲ سال از تولید تارا دنده‌ای V1 که گیربکس ۵ سرعته دستی داشت، شرکت ایران خودرو در پاییز ۱۴۰۲ تحویل تارا دنده‌ای با گیربکس ۶ سرعته دستی را آغاز کرد و نام این محصول جدید را تارا V1P یا تارا V1 پلاس گذاشت. تنها نکته فنی مهم در تارا پلاس، وجود گیربکس جدید MT6 است و به غیر از این موضوع، تفاوت فنی دیگری با تارا V1 ندارد. در قسمت ظاهری نیز مجموعه چراغ عقب، تغییر کرده و رودری‌های جلو و عقب نیز مجدداً طراحی شده است. در کابین نیز کلیدهای شیشه بالابر (که قبلاً در کنسول قرار گرفته بود) از روی کنسول مرکزی حذف شده و به رودری‌ها منتقل شده است. ویژگی‌های دیگری مانند چراغ ولکام درب‌های جلو، زیر آرنجی برای ردیف عقب، زیر آرنجی برای راننده، آنتن کوسه‌ای و دوربین عقب نیز به این نسخه اضافه شده است.

### تارا V2
تولید تارا V2 یا اتوماتیک از آبان ۱۴۰۰ آغاز شد، زمانی که دنا پلاس نیز بسیار پرطرفدار شده بود. و به لحاظ فنی تنها در گیربکس ۶ سرعته اتوماتیک خود با نسخه V1 تفاوت دارد، اما به لحاظ تجهیزات، ایران خودرو اکثر امکاناتی که از تارا V1 حذف کرده بود را، در تارا V2 استفاده کرده است. به عنوان مثال: ایربگ‌های جانبی اضافه شده‌اند و رینگ خودرو نیز از فولادی به آلومینیومی تغییر یافته. آینه‌های جانبی از نوع تاشو برقی هستند. دوربین عقب به مالتی‌مدیا افزوده شده و تنظیم صندلی‌های جلو که قبلاً از نوع دستی بود، حالا از نوع برقی است. روکش صندلی‌ها از پارچه، به چرم و پارچه تغییر کرده و روکش چرمی به غربیلک فرمان هم افزوده شده. سانروف، سنسور نور (اتو لایت) و سنسور باران از دیگر تجهیزات تارا اتوماتیک هستند. ایران خودرو همچنین گفته که تارا اتومات، اولین محصول تولید داخل این شرکت است که سیستم کیلس استارتر در آن وجود دارد. این نسخه بعدها جای خود را به مدل فول‌تر V4 داد.

### تارا V3
تارا V3 در اواخر سال ۱۴۰۱ با نام «تارا دنده‌ای سال» معرفی شد.
در تارا تیپ V3 نسبت به V1 ، سانروف برقی، استارت دکمه ای، سنسور نور و باران، زیر آرنجی سرنشینان جلو، زیر آرنجی صندلی های عقب، آینه الکتروکرومیک، دوربین دنده عقب، آنتن کوسه ای، چراغ خوشامدگویی زیر درب‌ها، دستگیره سقفی جلو و… هم اضافه شده است. تارا v3 از اواخر سال ۱۴۰۱ معرفی شد اما هیچ وقت به بازار عرضه نشده است.

### تارا V4
تارا V4 فول آپشن‌ترین نسخه تارا با جعبه دنده اتوماتیک است که اواخر سال ۱۴۰۱ با نام «تارا اتومات سال» رونمایی شد اما در پاییز ۱۴۰۲ اولین سری آن با نام تارا V4 تیپ LX به دست خریدارانش رسید. این نسخه در بخش مشخصات فنی تفاوتی با V2 نداشته ولی در نمای ظاهری با تغییر گرافیک چراغ عقب قابل تشخیص است. علاوه بر این، جای کلیدهای شیشه بالابر نیز از کنسول وسط به رودری‌ها منتقل شده است. از دیگر امکانات تارا V4 در مقایسه با تارا V2 اضافه‌شدن زیر آرنجی برای سرنشین‌های عقب، سنسور باز شدن صندوق عقب با حرکت پا (Kick Sensor)، گرمکن صندلی راننده و سرنشین کناری، تودوزی متفاوت برای صندلی‌ها، تنظیم حرکت جلو و عقب صندلی راننده به صورت برقی و دوربین دنده عقب داینامیک، آنتن کوسه‌ای و فرمان دی‌تایپ، چراغ آفتاب‌گیر راننده و چراغ محفظه داشبورد، چراغ خوشامدگویی درهای جلو (در زیر آینه بغل‌ها) را می‌توان ذکر کرد. تیپ LX علاوه بر امکانات فوق، مجهز به صندلی ۴ حرکته برقی سرنشین جلو، تنظیم برقی گودی کمر صندلی راننده و برف پاک‌کن‌های ژله‌ای است و در زمان معرفی عنوان شد که این مدل جایگزین تارا اتوماتیک معمولی و تبدیل به تنها تیپ تولیدی تارا اتوماتیک خواهد شد.

## ویژگی‌های فنی
این خودرو در دو گونه دنده دستی و خودکار تولید می‌شود. این خودرو از پیشرانه TU5P که یک موتور بهبودیافته از روی TU5 است، استفاده می‌نماید؛ این پیشرانه ۱۶۰۰ سی‌سی حجم، ۱۶ سوپاپ، ۱۱۳ اسب‌بخار قدرت و ۱۵۵ نیوتن‌متر گشتاور تولید می‌کند که دارای سامانه زمان‌بندی متغیر سوپاپ CVVT و سرسیلندر با میل سوپاپ دوبل DOHC می‌باشد، همچنین دارای پمپ روغن متغیر است که باعث می‌شود که در شرایط مختلف عملکرد پیشرانه بهبود یابد.
نسخهٔ اصلی پژو ۳۰۱ از پیشرانه‌ای با نام EC5 استفاده می‌کند که ۱۱۴ اسب‌بخار قدرت و ۱۵۰ نیوتن‌متر گشتاور تولید می‌کند و نمونهٔ مدرن‌تری نسبت به پیشرانه TU5 است اما پیشرانهٔ تارا مدل توسعه‌یافته‌ای از پیشرانهٔ TU5 با قدرت ۱۱۳ اسب‌بخار و گشتاور ۱۴۴ نیوتن‌متر است.
طول خودرو ۴۵۰۵ میلی‌متر، عرض خودرو ۱۷۴۸ میلی‌متر و ارتفاع ۱۴۶۶ میلی‌متر می‌باشد وزن خودرو بدون سرنشین و باک پر ۱۱۵۰ کیلوگرم می‌باشد؛ دارای ۵۰ لیتر مخزن سوخت، استاندارد آلایندگی یورو۵ و فرمان خودرو برقی می‌باشد.
حداکثر سرعت ۱۹۰ کیلومتر بر ساعت و شتاب ۰ تا ۱۰۰ آن در نمونهٔ دنده دستی ۵ سرعته ۱۲٫۵ ثانیه و در نمونهٔ اتوماتیک ۱۳ ثانیه است. شاسی و جلوبندی خودرو مشابه پژو ۳۰۱ است؛ تعلیق عقب خودرو اکسل یکپارچه با فنر پیچشی و تعلیق جلوی خودرو مک‌فرسون است.
| مشخصات فنی                                                      | مشخصات فنی |
| --------------------------------------------------------------- | --- |
| مدل موتور                                                       | TU5P |
| گونه موتور                                                      | موتور بنزینی چهار سیلندر خطی |
| حجم موتور (cc)                                                  | ۱۶۰۰ |
| بیشینه توان موتور (hp)                                          | ۱۱۳ اسب‌بخار در ۶۰۰۰ دور در دقیقه |
| بیشینه گشتاور (Nm)                                              | ۱۴۴ نیوتن‌متر در ۴۸۰۰ دور در دقیقه |
| شمار سوپاپ‌ها                                                    | ۱۶ |
| گونه سوخت سازگار                                                | بنزین بدون سرب اکتان ۹۵ |
| سامانه انژکتوری                                                 | پاشش الکترونیکی چند نقطه‌ای |
| استاندارد حد آلایندگی                                           | یورو ۵ |
| بیشینه سرعت (km/h)                                              | ۱۹۰ |
| شتاب صفر تا ۱۰۰ (ثانیه)                                         | ۱۳ |
| مصرف سوخت (در ۱۰۰ کیلومتر) ترکیبی (لیتر)                        | ۷ |
| سامانه انتقال قدرت                                              | ۵ دنده دستی / ۶ دنده دستی / ۶ دنده خودکار |
| شمار کیسه‌های هوای خودرو                                         | ۲ عدد (نسخه V1) / ۴ عدد (سایر نسخه‌ها) |
| طول خودرو (mm)                                                  | ۴۵۰۵ |
| عرض خودرو (mm)                                                  | ۱۷۴۸ |
| ارتفاع خودرو (mm)                                               | ۱۴۶۶ |
| فاصله میان دو محور چرخ‌های عقب و جلو (mm)                        | ۲۶۵۲ |
| وزن خالص خودرو بدون سرنشین با مخزن پر و بدون تجهیزات اضافی (kg) | ۱۱۷۰ (با گیربکس دستی) / ۱۲۶۸ (با گیربکس اتوماتیک) |
| گنجایش مخزن سوخت (لیتر)                                         | ۵۰ |
| حجم فضای صندوق عقب (دسی‌متر مکعب)                                | ۶۴۰ |
| سامانه کمکی راننده                                              | کروز کنترل- کنترل ایستایی در سربالایی- کنترل پایداری |
| امکانات رفاهی                                                   | |
| سامانه هشدار دهنده                                              | حسگر عقب- حسگر فشار باد تایر-دوربین دید عقب داینامیک-دارای استاندارد عابر پیاده |
| سامانه‌های ترمز                                                  | توزیع نیروی ترمز- ترمز ضد قفل |
| سامانه روشنایی                                                  | دی‌لایت- چراغ مه‌شکن جلو- چراغ مه‌شکن عقب-چراغ خوش‌آمدگویی-چراغ بدرقه- تنظیم برقی نور چراغ |
| فرمان                                                           | فرمان برقی- دکمه‌های کنترلی- فرمان حساس به سرعت |
| مولتی‌مدیا                                                       | سامانه صوتی ۴ اسپیکر- مانیتور ۷اینچی لمسی- نویگیشن قابلیت پشتیبانی: بلوتوث-یواس‌بی- میرور لینک- اس‌دی کارت-AUX- نشانگر تغییر دنده (جی‌اس‌آی) |
| ایمنی کابین                                                     | ایربگ راننده- ایربگ سرنشین جلو |
| امکانات رفاهی کابین                                             | سامانه تهویه دیجیتال- صندلی راننده ۶حالته دستی- صندلی سرنشین جلو ۴حالته دستی- صندلی عقب تاشو- روکش صندلی پارچه‌ای- ایزوفیکس صندلی-در نسخه اتوماتیک صندلی راننده ۶حالته برقی - صندلی سرنشین جلو ۴حالته برقی - باز شدن صندوق با پا- آنتن کوسه ای و برف پاکن‌های ژله ای - زیر آرنجی صندلی‌های جلو و عقب -سنسور نور و باران ورود -بدون کلید (دستگیره کرومی لمسی) -گرمکن صندلی راننده و سرنشین جلو- تنظیم گودی کمر صندلی راننده |

## بازارهای صادراتی
در اوت ۲۰۲۲، برنامه‌هایی برای ورود این مدل به بازار روسیه برای اوایل سال ۲۰۲۳ اعلام شد. در سپتامبر ۲۰۲۲، اولین دسته از تارا به ارمنستان صادر شد. صادرات تارا به ونزوئلا از سال ۱۴۰۱ آغاز شد. نیکلاس مادورو در جریان کارزارهای تبلیغاتی خود در انتخابات ریاست‌جمهوری ونزوئلا (۲۰۲۴) از خودروی تارا استفاده می‌کرد.

## نگارخانه

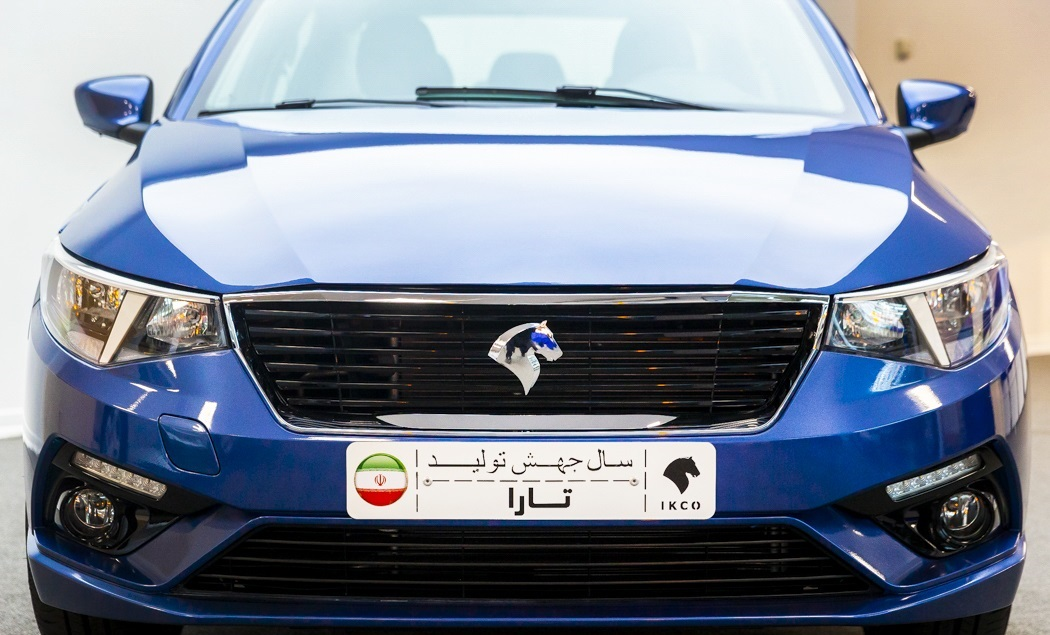
تارا - نمای جلو
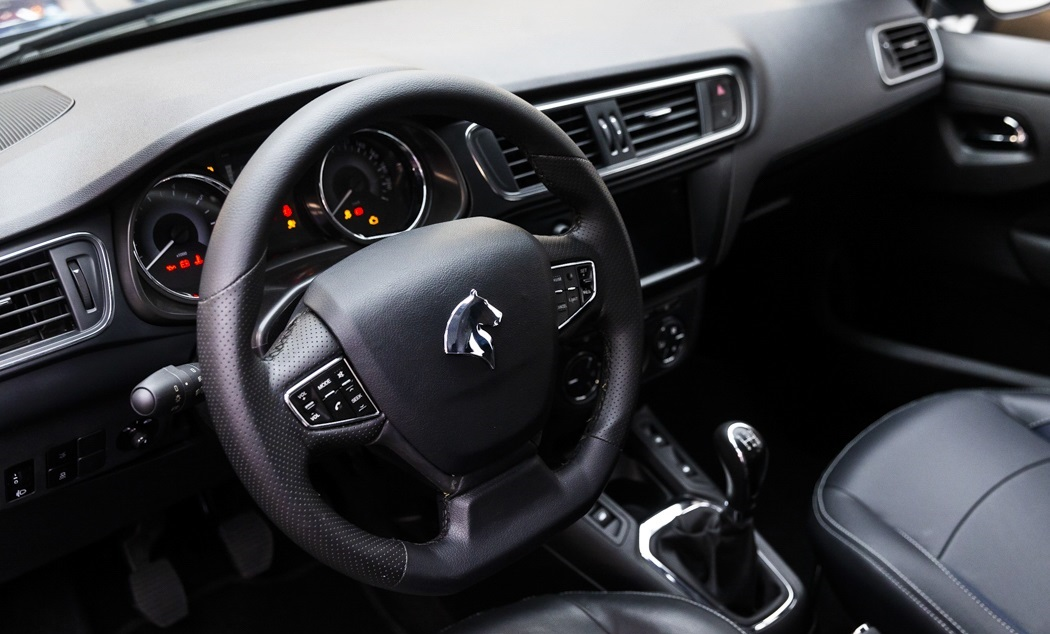
تارا - نمای درون کابین
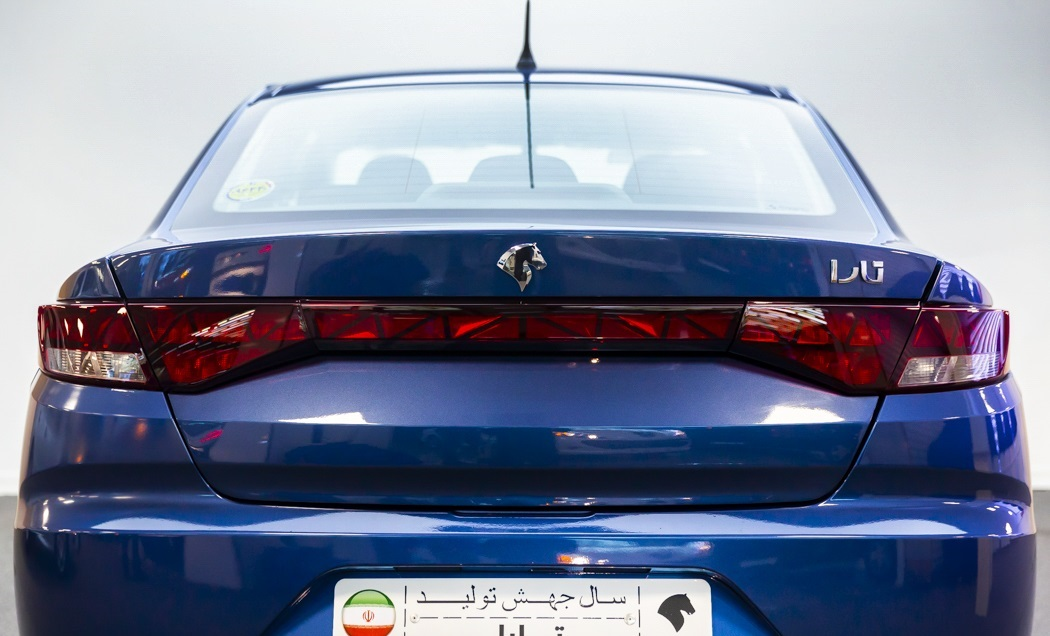
تارا - نمای پشت